# Communauté de communes du Teillon
Die Communauté de communes du Teillon war ein französischer Gemeindeverband mit der Rechtsform einer Communauté de communes im Département Alpes-de-Haute-Provence in der Region Provence-Alpes-Côte d’Azur. Sie wurde am 24. Dezember 2001 gegründet und umfasste drei Gemeinden. Der Verwaltungssitz befand sich im Ort Demandolx.

## Historische Entwicklung
Am 1. Januar 2017 wurde der Gemeindeverband mit den Communautés de communes Moyen-Verdon, Haut-Verdon Val d’Allos, Pays d’Entrevaux und Terres de Lumière zur neuen Communauté de communes Alpes Provence Verdon zusammengeschlossen.

## Ehemalige Mitgliedsgemeinden
1. Demandolx
2. Peyroules
3. Soleilhas